# Чез Палмінтері
Чез Палмінте́рі (англ. Chazz Palminteri; *15 травня 1952, Нью-Йорк) — американський актор і письменник.

## Біографія
Чезз Пальмінтері народився 15 травня 1952 у Нью-Йорку, його дитинство пройшло у районі Нью-Йорка Бронкс. Голлівуд дізнався про існування Чеза Палмінтері саме завдяки його щирій розповіді-сповіді про життя Бронкса, яку він виклав у сценарії фільму «Бронкська історія», та ще й виконав у цій стрічці одну з основних ролей. Виконавцем головної ролі та продюсером цієї стрічки був Роберт Де Ніро, дитинство якого також пройшло в аналогічних умовах у Нью-Йорку. Це допомогло Палмінтері та Де Ніро швидко порозумітися і залишитися партнерами та друзями й до сьогодні.
Чез Палмінтері досяг успіху в кіноіндустрії лише у 1990-х роках, коли розміняв свій п'ятий десяток років. А до цього він брався за будь-яку роботу, що давала б можливість виживати і жити. Про свої не найкращі роки Чез розповідає так: «Якось я відчув таке сильне розчарування своєю кар'єрою, що сів на ліжку і почав плакати. Я жив тоді поганим життям. З жалю почав промовляти до себе: „Як ти можеш так жити, якщо такий талановитий?“. А потім сам себе спіймав на слові: „То ти таки талановитий, але люди ще не знають про це“. Я подався до найближчого магазину накупив паперу і сказав собі: „Я повинен написати щось таке, що просто приголомшить їх“. І ось так моє життя повернулося на 180 градусів. Тепер люди кажуть мені: „О, Боже, ти працюєш з Де Ніро і Вуді Алленом. Чи не щипаєш себе, аби дізнатися, що це не сон“. Я відповідаю, що ні. Ні, я не пихатий і не зарозумілий. Я просто відчуваю, що нарешті опинився там, де мені й належить бути.» Згадана співпраця з Вуді Алленом — це роль найманого вбивці, яку Чез дуже переконливо виконав у фільмі цього режисера «Кулі над Бродвеєм». За що і був номінований на «Оскар» у категорії «Найкращий другоплановий актор», хоча й не отримав саму нагороду. Загалом Палмінері справді є характерним актором, бо виконує або ролі мафіозі, або ролі досвідчених і трохи цинічних поліцейських. Хоча й не зовсім схожий на людину італійського походження. На відміну від своїх, низькорослих земляків актор має 188 сантиметрів зросту. Сценарист та актор у буденному житті є не стільки цинічним, як реалістичним. Він говорить: «Все обертається навколо мистецтва. Якщо вас турбуватиме лише те, як вашому фільмові заробити якомога більше грошей у прокаті, якщо вас турбуватиме лише рух інтересів навколо вас, то це неодмінно вас погубить».
Актор і в житті розмовляє напівпошепки, ніби вуличний ділок, що спілкується з іншим на розі вулиць про якусь важливу для них справу. І саме цим голосом він попереджає стосовно слави, якої вже досяг: «Лише одна річ про зоряний статус. Ніколи не вважайте, що досягнувши його, ви уникнете дії звичайних життєвих законів. Якщо ви завдасте шкоди своєму шлюбу, то ви зруйнуєте його. Якщо з вас поганий батько, то не допоможе й слава».
З такою самою південною щирістю він продовжує: "Якось сусід порадив: «Чезе, ти повинен знайти жінку, яка наповнить вітром твої паруси». І саме такою жінкою для Чеза стала акторка італійського походження Джанна Ранаудо, з якою він зараз виховує їх півторарічного сина Данте. Родина живе на фермі площею 20 акрів, що у центральній частині штату Нью-Джерсі. Ця ферма пристосована для розведення та вирощування коней, хоча насправді на ній поки що не знайти жодного коня.
У таких умовах легко працюється. Палмінтері певне й сам не визначить, чого в ньому більше — актора, чи сценариста. Щодня проводить за письмовим столом не менше чотирьох годин. Постійно котрийсь з його сценаріїв перебуває в роботі, тому Чез жартуючи говорить, що часто навіть не розуміє, на який саме з його фільмів з'являються щоразу рецензії в газетах.
Партнерами Чеза часто є дуже відомі акторки, такі як Шер у стрічці «Вірність» чи Шарон Стоун та Ізабель Аджані у ремейку класичного французького трилера «Дияволки». Про співпрацю з цими славетними примадоннами світового кіно актор говорить так: «Я піджартовував над кожною з них. Нехай знають, який з мене чолов'яга». Але насправді Чезові не доводилося бути героєм жодної скандальної історії. Його цікавить інше, і в житті у нього інші пріоритети: «Мені все ж не 20 років. Коли моє життя закінчиться, то хочу, щоб про нього згадували за моїми фільмами. Хай по мені залишиться з десяток чудових фільмів, десяток хороших і зо п'ять поганих».

## Вибіркова фільмографія
- 1991 — Оскар / Oscar
- 1992 — Невинна кров / Innocent Blood
- 1993 — Бронкська історія / A Bronx Tale
- 1994 Кулі над Бродвеєм / (Bullets Over Broadway) — «Чіч»
- 1995 — Звичайні підозрювані / The Usual Suspects
- 1995 — Родина Перез / The Perez Family
- 1995 — Нефрит / Jade
- 1996 — Вірність / Faithful
- 1996 — Скеля Малголланд / Mulholland Falls
- 1996 — Дияволки / Diabolique
- 1998 — Ніч у Роксбері / A Night at the Roxbury
- 1999 — Книга, яка сама себе написала / The Book That Wrote Itself
- 1999 — Стюарт Літтл / Stuart Little
- 1999 — Аналізуй це / Analyze this
- 2001 — Леді та Блудько 2 / Lady and the Tramp II: Scamp's Adventure
- 2001 — Назад на землю / Down to Earth
- 2004 — Ноель / Noel
- 2006 — Панічна втеча / Running Scared
- 2006 — Як впізнати своїх святих / A Guide to Recognizing Your Saints
- 2006 — Артур і Мініпути / Arthur et les Minimoys
- 2006 — Пустун / Little Man
- 2015 — Легенда / Legend